# Шомберг, Анри де
Анри де Шомберг, граф де Нантёй (фр. Henri de Schomberg; 1575, Париж — 1632, Бордо) — французский государственный и военный деятель, маршал Франции во времена правления Людовика XIII.

## Биография
Аристократ. Граф де Нантёй. Был особо доверенным лицом и членом партии кардинала Ришельё. С 1619 по 1623 год — суперинтендант финансов Франции.
В 1621 году при осаде Монтобана командовал королевской артиллерией. С 1622 до 1629 года — Великий магистр артиллерии.
16 июня 1625 года стал маршалом Франции.

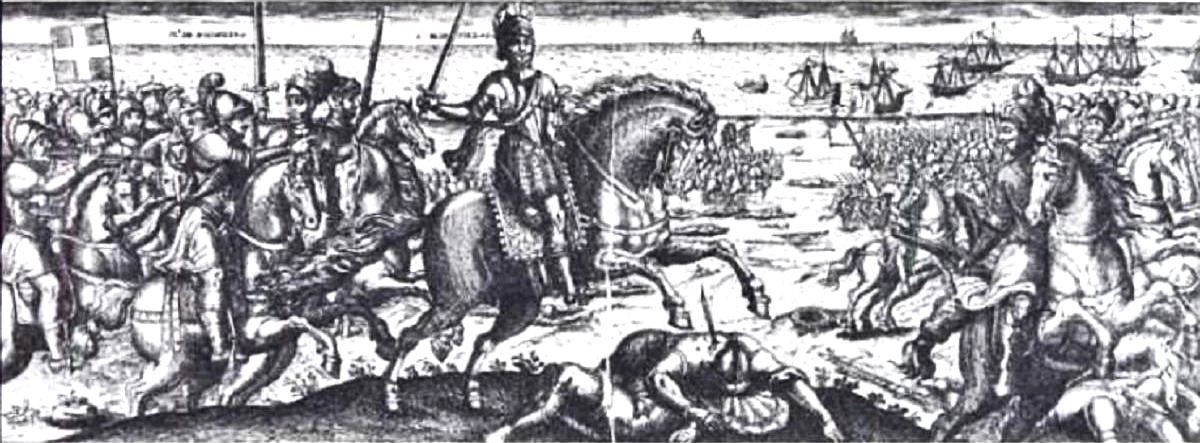
Маршал Анри де Шомберг и маркиз Туара изгоняют герцога Бэкингема с острова Ре

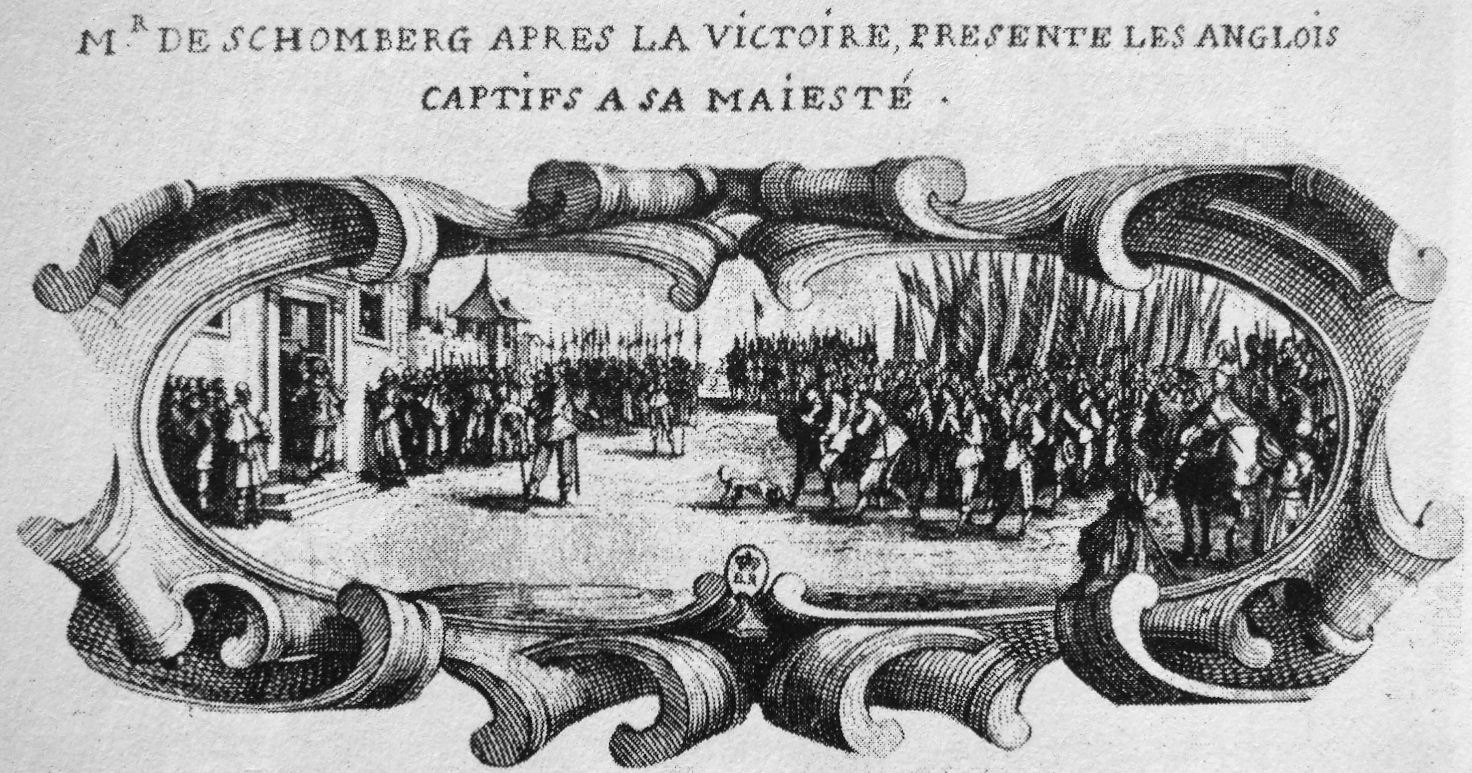
Маршал Анри де Шомберг показывает захваченные английские знамёна королю

Отличился в 1627 году в ходе Англо-французской войны при осаде французской крепости Сен-Мартен-де-Ре на острове Ре (близ Ла-Рошели). Спасение близкой к капитуляции английским войскам герцога Бэкингема крепости было возложено на Анри де Шомберга. Во главе армии в 6000 человек с небольшим отрядом кавалерией вместе с маркизом де Туара он одержал победу и преследовал отступивших англичан, понесших при этом большие потери.
Позже, в 1629 году Анри де Шомберг командовал королевскими войсками против восставших гугенотов при осаде Прива. После 15 дней осады, при которой присутствовал лично король Людовик XIII он захватил крепость.
1 сентября 1632 году Анри де Шомберг нанёс поражение герцогу Генриху II де Монморанси в битве при Кастельнодари.
Был губернатором Верхнего и Нижнего Марша и Лимузена.
Умер вскоре после апоплексического удара 17 ноября того же года в Бордо. Упоминается в романе А. Дюма «Три мушкетёра».
Его сын Шарль де Шомберг (1601—1656), тоже был маршалом Франции с 1637 года.